# 第40回ニューヨーク映画批評家協会賞
第40回ニューヨーク映画批評家協会賞は、1974年の優秀な映画に贈られた賞である。1975年1月28日に発表された。

## 受賞
- 作品賞:
  - 『フェリーニのアマルコルド』

- 主演男優賞:
  - ジャック・ニコルソン - 『チャイナタウン』、『さらば冬のかもめ』

- 主演女優賞:
  - リヴ・ウルマン - 『ある結婚の風景』

- 助演男優賞:
  - シャルル・ボワイエ - 『薔薇のスタビスキー』

- 助演女優賞:
  - ヴァレリー・ペリン - 『レニー・ブルース』

- 監督賞:
  - フェデリコ・フェリーニ - 『フェリーニのアマルコルド』

- 脚本賞:
  - イングマール・ベルイマン - 『ある結婚の風景』

- 特別賞:
  - Fabiano Canosa